# Liste der denkmalgeschützten Objekte in Gaishorn am See
Die Liste der denkmalgeschützten Objekte in Gaishorn am See enthält die 10 denkmalgeschützten, unbeweglichen Objekte der Gemeinde Gaishorn am See im steirischen Bezirk Liezen.

## Denkmäler
| Foto |                 | Denkmal                                                                                               | Standort                                 | Beschreibung | Metadaten |
| ---- | --------------- | --- | ---------------------------------------- | --- | --- |
| BW   | Datei hochladen | Montanarchäologische Fundstellen in der Flitzen HERIS-ID: 66460 Objekt-ID: 79342                      | Flitzen Standort KG: Au                  | | BDA-Hist.: Q38112959 Status: Bescheid Stand der BDA-Liste: 2025-06-30 Name: Montanarchäologische Fundstellen in der Flitzen GstNr.: 436/20, 436/21, 436/25, 436/19                                             |
| ja   | Datei hochladen | Sog. Schloss Paltenstein, ehem. Hammerherrenhaus HERIS-ID: 84250 Objekt-ID: 98336                     | Furth 1 Standort KG: Furth               | Nachdem noch im März 2014 berichtet wurde, dass das Schloss vom Verfall gerettet ist und durch den neuen Besitzer Wolfgang Boesch, der unter anderem mit seiner Familie auch für die Restaurierung der Burg Strechau verantwortlich ist, restauriert werden würde, wurden die Restaurierungsarbeiten noch im Sommer 2014 abgebrochen und das Haus wieder dem Verfall preisgegeben. Nachdem im Jahre 2017 der Baumbestand rund um das Schloss verringert wurde und das Schloss nun auch von der Bundesstraße aus besser zu sehen war, als noch davor, begannen im August 2017 die neuerlichen Restaurierungsarbeiten am Objekt. | BDA-Hist.: Q38182391 Status: Bescheid Stand der BDA-Liste: 2025-06-30 Name: Sog. Schloss Paltenstein, ehem. Hammerherrenhaus GstNr.: .13 Schloss Paltenstein                                                   |
| ja   | Datei hochladen | Flurkapelle HERIS-ID: 81997 Objekt-ID: 95799                                                          | Gaishorn am See Standort KG: Gaishorn    | → Hauptartikel : Josefikapelle (Gaishorn am See) f1 | BDA-Hist.: Q27917043 Status: § 2a Stand der BDA-Liste: 2025-06-30 Name: Flurkapelle GstNr.: .36/2 Flurkapelle (Gaishorn am See)                                                                                |
| ja   | Datei hochladen | Evang. Pfarrkirche A.B., Friedenskirche HERIS-ID: 51066 Objekt-ID: 56628                              | Gaishorn am See Standort KG: Gaishorn    | Die Kirche wurde 1872 bis 1880 erbaut und besteht aus einem Saalraum mit einem der Fassade vorgestellten Turm. Die Orgel von Carl Billich stammt aus dem Jahre 1884. | BDA-Hist.: Q38043505 Status: § 2a Stand der BDA-Liste: 2025-06-30 Name: Evang. Pfarrkirche A.B., Friedenskirche GstNr.: .16/2 Evangelische Pfarrkirche Gaishorn                                                |
| ja   | Datei hochladen | Kath. Pfarrkirche Hl. Dreifaltigkeit und Friedhof HERIS-ID: 51067 Objekt-ID: 56629                    | Gaishorn am See Standort KG: Gaishorn    | → Hauptartikel : Katholische Pfarrkirche Gaishorn f1 | BDA-Hist.: Q38043515 Status: § 2a Stand der BDA-Liste: 2025-06-30 Name: Kath. Pfarrkirche Hl. Dreifaltigkeit und Friedhof GstNr.: .1, 1 Pfarrkirche Gaishorn                                                   |
| ja   | Datei hochladen | Kath. Filialkirche hl. Virgil mit Kruzifix und ehem. Friedhofsfläche HERIS-ID: 50972 Objekt-ID: 56503 | Gaishorn am See Standort KG: Gaishorn    | → Hauptartikel : Filialkirche hl. Virgil (Gaishorn am See) f1 | BDA-Hist.: Q27763885 Status: § 2a Stand der BDA-Liste: 2025-06-30 Name: Kath. Filialkirche hl. Virgil mit Kruzifix und ehem. Friedhofsfläche GstNr.: .36/1, 113, 110 Filialkirche hl. Virgil (Gaishorn am See) |
| ja   | Datei hochladen | Pfarrhof HERIS-ID: 64775 Objekt-ID: 77532                                                             | Gaishorn am See 15 Standort KG: Gaishorn | Der Pfarrhof wurde 1622 bis 1658 erbaut, Zu- und Umbauten erfolgten in den Jahren 1714 bis 1717 und 1732. Im Jahre 1913 abgebrannt und in Folge 1914 erneuert. Restaurierung im Jahre 1953. | BDA-Hist.: Q38108129 Status: § 2a Stand der BDA-Liste: 2025-06-30 Name: Pfarrhof GstNr.: .10 |
| ja   | Datei hochladen | Gemeindeamt, ehem. Gasthaus, Haslebner-Haus HERIS-ID: 60075 Objekt-ID: 71934                          | Treglwang 1 Standort KG: Treglwang       | | BDA-Hist.: Q38090001 Status: § 2a Stand der BDA-Liste: 2025-06-30 Name: Gemeindeamt, ehem. Gasthaus, Haslebner-Haus GstNr.: 1                                                                                  |
| ja   | Datei hochladen | Ehem. Gemeindeamt HERIS-ID: 84244 Objekt-ID: 98330                                                    | Treglwang 2 Standort KG: Treglwang       | | BDA-Hist.: Q38182366 Status: § 2a Stand der BDA-Liste: 2025-06-30 Name: Ehem. Gemeindeamt GstNr.: .2 |
| ja   | Datei hochladen | Ortskapelle, Pestkapelle HERIS-ID: 84246 Objekt-ID: 98332                                             | neben Treglwang 3 Standort KG: Treglwang | | BDA-Hist.: Q38182378 Status: § 2a Stand der BDA-Liste: 2025-06-30 Name: Ortskapelle, Pestkapelle GstNr.: 188/3 Pestkapelle Treglwang                                                                           |

## Ehemalige Denkmäler
| Foto |                 | Denkmal                                     | Standort                                 | Beschreibung | Metadaten                                                                                                |
| ---- | --------------- | ------------------------------------------- | ---------------------------------------- | ------------ | --- |
| BW   | Datei hochladen | Bauernhof (Anlage) Objekt-ID: 95787bis 2017 | Gaishorn am See 36 Standort KG: Gaishorn |              | BDA-Hist.: Q38177355 Status: § 2a Stand der BDA-Liste: 2017-06-23 Name: Bauernhof (Anlage) GstNr.: .33/2 |